# 土崎空襲

平和を祈る乙女の像
（秋田港のタワー「セリオン」付近）

土崎空襲（つちざきくうしゅう、土崎大空襲）は、第二次世界大戦末期の1945年（昭和20年）8月14日夜間から翌日の8月15日にかけて、秋田県秋田市土崎港周辺を標的としたアメリカ軍によって行われた大規模空襲である。

## 概要
秋田市中西部には八橋油田を始めとする現在でも採掘可能な油田が存在しており、最寄りの土崎港は鉄道・海上輸送のいずれにも至便であったため大規模な製油所（現在のENEOS秋田油槽所）が立地していた。これらは終戦間際になっても空襲に晒されることなく、無傷のままであった。とくに八橋油田は国内生産量の70%以上を占めたといわれる。製油は土崎の日石製油所と船川の日鉱製油所で行われて、土崎空襲はとくにこの土崎港北大浜地区の日本石油秋田製油所の破壊を目的として行われたとされている。
空襲は100機以上のB-29機によって1945年（昭和20年）8月14日22:30から翌15日3:30頃まで続いた。数回にわたって落とされた爆弾は、100kg爆弾が7,360発、50kg爆弾が4,687発に及んだ。爆撃目標の日石製油所は全滅状態となるなど、港、市街地は大きな被害を受けた。
死者は92人、負傷者は約200人とされている。犠牲者を184人とするものもある。海岸に群生していたハマナスも全滅したとされる。
また15日未明に、土崎から南東約80kmの雄勝郡西成瀬村（現在の横手市）へ3発の爆弾が投下された。土崎空襲の余剰爆弾を投下した、あるいは吉乃鉱山を攻撃目標にした可能性があるが、人的被害は無かった。
終戦前日の14日から15日にかけて日本本土ではアメリカ軍による空襲が10か所以上で行われ、米軍によるものとしては最後の空襲の一つとされ、秋田県で唯一の大規模空襲でもあった。

## 平和祈念・伝承
土崎では毎年、秋田市の戦没者追悼式や平和祈念式典が執り行われている。毎年土崎空襲の犠牲者を悼み平和を祈念している行事を実施している。
土崎に隣接する地区・秋田市飯島の寺「雲祥院」には、土崎空襲の爆弾の破片で頭部が削ぎ取られた「首無し地蔵」と呼ばれる地蔵があり、地元の子供達に戦争の爪痕を見せる貴重な史跡となっている。
1979年（昭和54年）には「平和を祈る乙女の像」が、秋田港の現在のセリオン（タワー）付近に建立されている。
1981年（昭和56年）には、佐々木久春らにより、絵本『はまなすはみた - 土崎空襲のはなし』が刊行されている。
2018年（平成30年）に開館した土崎みなと歴史伝承館内部には、土崎空襲で罹災した旧日本石油秋田製油所の柱と梁が移築され、建物内部が再現されている。

## 関連書
- 佐々木久春・斎藤昇『はまなすはみた - 土崎空襲のはなし』秋田文化出版、1981年 ASIN B000J7RZAM
- 佐々木久春著、佐々木良三画、土崎港被爆市民会議編『新はまなすはみた - 語りつぐ土崎空襲』秋田文化出版、2002年 ISBN 978-4870224452
- 土崎港被爆市民会議・佐々木久春編『証言・土崎空襲』無明舎出版、1992年
- 加藤シゲアキ『なれのはて』講談社、2023年（土崎空襲を題材とした小説）